# Потапейко, Владимир Дмитриевич
Влади́мир Дми́триевич Пота́пейко (1907, д. Гарожа Могилёвская губерния — 14.12.1941, Саратов) — деятель ВКП(б), 3-й секретарь ЦК КП(б) Беларуси. Входил в состав особой тройки НКВД СССР.

## Биография
Родился в 1907 году в деревне Гарожа (Замошский сельсовет) Могилёвской губернии Сейчас это Осиповичский район Беларуси. В 1925 году вступил в ВКП(б).
1934—1935 ответственный инструктор ЦК КП(б) Беларуси.
1935 — секретарь комитета КП(б) Беларуси Гомельского механического стеклозавода.
С июня 1937 года секретарь Житковичского районного комитета КП(б) Беларуси.
С 20 июня по 25 октября 1937 года 3-й секретарь и член Бюро ЦК КП(б) Беларуси. Этот период отмечен вхождением в состав особой тройки, созданной по приказу НКВД СССР от 30.07.1937 № 00447 и активным участием в сталинских репрессиях.
С октября 1937 по август 1938 годов начальник Управления по делам искусств при Совете народных комиссаров Белорусской ССР.

## Завершающий этап
Арестован: 11 августа 1938 г. Лечился в могилёвской психиатрической больнице. Приговорён 29 мая 1940 г. ВКВС СССР по ст. 69, 24, 70 УК БССР (вредительство, террор) к 15 годам лишения свободы в ИТЛ и пяти годам поражения в правах. Отбывал наказание в Саратовской тюрьме № 12, где умер 14 декабря 1941 года.
Реабилитирован 25 декабря 1954 года Военной коллегией Верховного суда СССР.